# Carson Sink

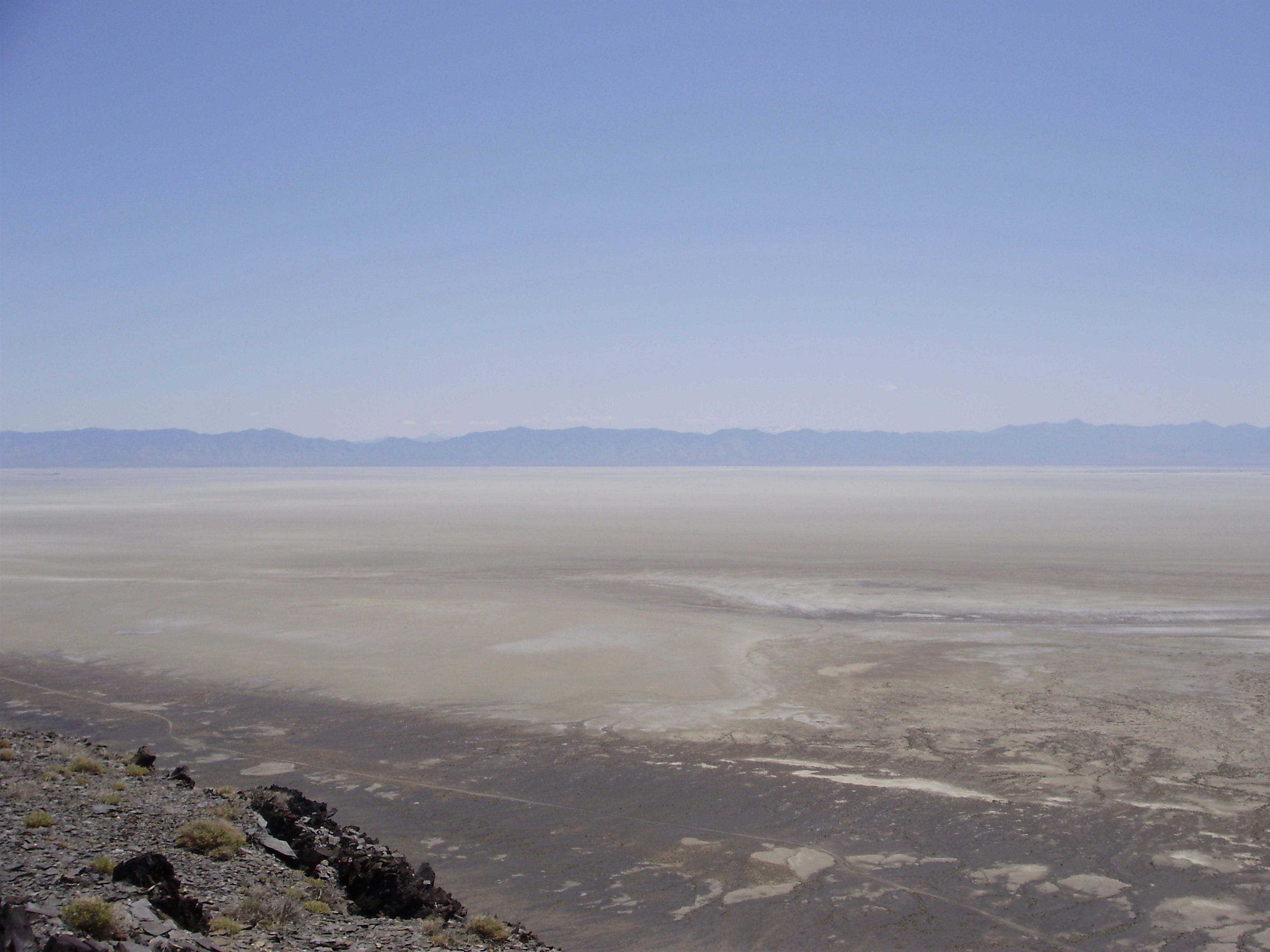
Carson Sink gezien vanaf de West Humboldt Range

De Carson Sink is een endoreïsch bekken en zoutvlakte in het noordoosten van de Carsonwoestijn in het westen van de Amerikaanse staat Nevada. Het is een van vele zoutvlaktes in het Grote Bekken, het grootste aaneengesloten gebied van endoreïsche bekkens in Noord-Amerika. De Carson Sink-zoutvlakte ligt grotendeels in Churchill County.
De Carson Sink wordt gevoed door de Carson uit de Sierra Nevada in Californië, die echter doorgaans opgedroogd is voor ze de zoutvlakte bereikt. Het stroomgebied van de Carson Sink meet 51.380 km².
Een deel van de zoutvlakte is beschermd natuurgebied als het Fallon National Wildlife Refuge. Verder wordt het gebied gebruikt door de Amerikaanse luchtmacht voor oefeningen en bombardementen.